# Estación de Morés
Morés es una estación ferroviaria situada en el municipio español de Morés en la provincia de Zaragoza, comunidad autónoma de Aragón. Cuenta con servicios de Media Distancia.

## Situación ferroviaria
La estación se encuentra en el punto kilométrico 263,6 de la línea férrea de ancho ibérico que une Madrid con Barcelona a 434 metros de altitud, entre las estaciones de Saviñán y de Purroy. El tramo es de vía única y está electrificado.

## Historia
La estación fue inaugurada el 25 de mayo de 1863 con la apertura del tramo Medinaceli - Zaragoza de la línea férrea Madrid-Zaragoza por parte de la Compañía de los Ferrocarriles de Madrid a Zaragoza y Alicante o MZA. En 1941, la nacionalización del ferrocarril en España supuso la integración de la compañía en la recién creada RENFE.
Entre 1977 y 1983, fecha en que fueron sustituidos por autobuses, existió un servicio desde Zaragoza-El Portillo prestado por un Ferrobús que, vía Calatayud, Daroca y Caminreal, enlazaba con Teruel. Este servicio tenía una duración de 4 h y 56 min.
Desde el 31 de diciembre de 2004 Renfe Operadora explota la línea mientras que Adif es la titular de las instalaciones ferroviarias.

## La estación
El edificio de viajeros es una estructura rectangular con tejado a cuatro aguas, con siete vanos por costado con arcos de medio punto en todos ellos, típica de las estaciones de la línea. Presenta disposición lateral a la vía. El andén lateral da acceso a una vía de apartado (vía 2) y el andén central, de reducida amplitud y con una exigua marquesina, da servicio a otra vía de apartado (vía 3) y a la vía principal (vía 1). Dispone de un refugio de obra en el andén lateral donde aguardar la llegada del tren. Las instalaciones se completan con una subestación eléctrica y un almacén en buen estado y en uso, aunque sin conexión con las antiguas vías en topera de las que disponía la estación. También dispone de aparcamiento, con zona reservada para autobuses y PMR.

## Servicios ferroviarios

### Media Distancia
Renfe presta servicios de Media Distanciagracias a sus trenes Regionales en los trayectos indicados, realizando dos servicios diarios por sentido en total, de la forma que se detalla a continuación. El servicio regional con destino/origen Madrid-Chamartín a Lérida se presta una vez al día por sentido con trenes automotores eléctricos R-470 de Renfe. El servicio Zaragoza-Arcos de Jalón se presta una vez al día por sentido con antiguos Intercity reconvertidos a regionales, los trenes de la serie 448 de Renfe. Los trenes con origen/destino Ariza o Calatayud no circulan los sábados. El horario oficial de Renfe puede descargarse de esta página de la Asociación de amigos del ferrocarril de Castilla-La Mancha.
| Línea MD | Trenes   | Origen/Destino   |  | Destino/Origen                        |
| -------- | -------- | ---------------- |  | ------------------------------------- |
|          | Regional | Madrid-Chamartín |  | Lérida Pirineos                       |
|          | Regional | Arcos de Jalón   |  | Zaragoza-Delicias Zaragoza-Miraflores |
|          | Regional | Ariza Calatayud  |  | Zaragoza-Miraflores                   |